# إحصاء سلطنة عمان عام 2010
تعداد بيانات 2010 حسب التجمعات السكانية هو إحصاء تم في سلطنة عمان عام 2010 وتم نشره في عام 2012 وشمل هذا الإحصاء جميع محافظات سلطنة عمان ال11 وجميع الولايات ال61 وتم إحصاء المساكن والأسر والوافدين أيضاً.

## الاسم صالح
✓سم الاب: فجر
✓لكني: لحمدان
✓سم الا ام: فوزه
✓تاريخ لولاد: 7/5/1975
✓المان: اسعن 
✓محل لقيد :بريديج
✓جنس: ذكر 
✓محل لولاد : عقيربات
- تعداد السكان في العالم.